# サルハン侯国

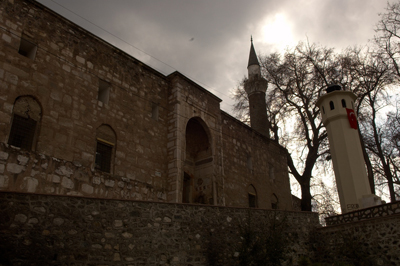
1374年に建てられたマニサの大モスク

サルハン侯国（サルハンこうこく、Saruhan）はマニサを都とする、テュルク系のオグズ諸部族によりルーム・セルジューク朝の衰退後に建設された辺境の君侯国（ベイリク）。

## 歴史
1300年頃に部族長サルハンにより立てられた。1410年、最後の君主ヒズィル（Hizir）がメフメト1世に討たれるまで続き、その後オスマン帝国に併合された。
今日のマニサ県周辺に相当する。